# Anima (Nightmare)
Anima è il terzo album studio del gruppo giapponese Nightmare uscito il 22 febbraio 2006. Questo album è considerato un trampolino per il futuro successo della band. Il suono di questo album è leggermente più pop rispetto ai suoi predecessori, Livid e Ultimate Circus. L'album raggiunse la 12ª posizione nella classifica Oricon.

## Tracce
1. Kuyuru – 4:12
2. Neotenii – 3:23
3. livEVIL – 4:03
4. Raven Loud Speeeaker – 4:28
5. Gianism Roku – 4:22
6. Jashin To Bara – 4:04
7. Sessou – 8:00
8. Mahora – 7:41
9. Message – 4:25
10. Rakuu – 6:13
11. Jibun No Hana – 4:13

## Singoli
- Jibun No Hana

Pubblicato : 1º aprile 2005
Posizione nella classifica Oricon: 29
- Raven Loud Speeeaker

Pubblicato : 10 agosto 2005
Posizione nella classifica Oricon: 23
- livEVIL

Pubblicato : 7 DIcembre 2005
Posizione nella classifica Oricon: 29